# Icy (Saweetie)
Icy è il secondo EP della rapper statunitense Saweetie, pubblicato il 29 marzo 2019 da Warner Records, Icy Records e Artistry.

## Descrizione
I produttori principali dell'EP sono Murda Beatz, London on da Track e Buddah Bless.

## Promozione
Lo stesso giorno della data di uscita dell'EP, Saweetie ha pubblicato su Youtube il video musicale del brano Emotional, in collaborazione con il rapper, nonché ex compagno, Quavo.
Il 3 luglio dello stesso anno ha pubblicato il videoclip del singolo My Type che ha visto le apparizioni delle artiste Kehlani e Kamaiyah. Il brano ha ottenuto un disco d'oro e il 16 aprile 2020 è stato certificato doppio disco di platino.

## Tracce
1. Trick – 2:38 (Diamonté Harper, Gino Borri, Jocelyn Donald, Omari Massenburg, Rasool Diaz, Shane Lindstrom)
2. Tip Toes (feat. Quavo) – 2:58 (Harper, Borri, Quavious Marshall, Ryan Gladieux, Tyron Douglas Sr.)
3. My Type – 2:06 (Aleicia Gibson, C. Evans, C. Love, Harper, Borri, J Smith, L.Jefferson, London Holmes, M. Barrett, Nevaeh Jolie)
4. Emotional (feat. Quavo) – 3:10 (Brittany Coney, Denisia Andrews, Harper, Eugene Record, Marshall)
5. Dipped In Ice – 2:49 (Gibson, Chauncey Hollis Jr., Harper, Dustin James Corbett, Borri, Martinez)
6. Hot Boy – 4:43 (Harper, Borri, Jonathan Cuskey, Robert Mandell, Sirah)
7. 1 of 1 – 2:55 (Danielle Sowell, Harper, Borri, Smith, Cuskey, Kirk Folette, Sirah)

## Classifiche
| Classifica (2019) | Posizione massima |
| ----------------- | ----------------- |
| Stati Uniti       | 85                |